# Де-Мойн (річка)
Де-Мойн (англ. Des Moines River) — права притока річки Міссісіпі. Довжина — приблизно 525 миль (845 км). Протікає по Середньому Заходу Штатів. Одна з найбільших річок штату Айова. Витік знаходиться в південній Міннесоті, протікає через Айову з північного заходу на південний схід, протікає через рівнинну та горбисту місцевість біля міста Де-Мойн, котре назване на честь річки. По короткій ділянці нижньої течії річки проходить кордон штату Айова зі штатом Міссурі.
| Річка | Це незавершена стаття про річку. Ви можете допомогти проєкту, виправивши або дописавши її. |

| США | Це незавершена стаття з географії США. Ви можете допомогти проєкту, виправивши або дописавши її. |